# Olimpiady szkolne w Polsce
Olimpiady szkolne w Polsce – forma trójstopniowych zawodów przedmiotowych organizowanych dla uczniów szkół. Mogą dotyczyć każdego przedmiotu ogólnokształcącego lub dziedziny wiedzy. Olimpiadę przygotowuje komitet główny powoływany przez organizatora, w jego skład wchodzą nauczyciele akademiccy, nauczyciele szkół oraz specjaliści z danej dziedziny. Olimpiady w Polsce funkcjonują w oparciu o Rozporządzenie Ministra Edukacji Narodowej i Sportu z dnia 29 stycznia 2002 r. w sprawie organizacji oraz sposobu przeprowadzania konkursów, turniejów i olimpiad.

## Typy olimpiad
Olimpiady szkolne mogą być organizowane z każdego przedmiotu ogólnokształcącego lub dziedziny wiedzy, w tym:
- interdyscyplinarne, łączące treści z różnych podstaw programowych,
- przedmiotowe, obejmujące i rozszerzające zakres podstawy programowej jednego przedmiotu ujętego w ramowym planie nauczania,
- z przedmiotów dodatkowych, dotyczące wiedzy z zakresu przedmiotów fakultatywnych,
- tematyczne, powiązane z określonym przedmiotem lub dziedziną wiedzy[1].

## Stopnie i wymagania
Olimpiady mają charakter trójstopniowy.
1. Etap I (szkolny lub międzyszkolny) wymaga wiedzy i umiejętności odpowiadających ocenie bardzo dobrej z danego przedmiotu.
2. Etap II (okręgowy) wymaga poziomu odpowiadającego ocenie celującej.
3. Etap III (centralny) obejmuje zakres określony w programie konkretnej olimpiady[1].

Szczegółowe kryteria punktowe warunkujące awans do kolejnych etapów określane są w regulaminach poszczególnych olimpiad. Aby zakwalifikować się do etapu III danej olimpiady, niezbędne jest uprzednie pomyślne przejście eliminacji I i II stopnia . Etap pierwszy – szkolny – ma na celu wyłonienie najlepszych uczniów w danej dziedzinie, którzy następnie przystępują do etapu okręgowego. Ostatni, trzeci etap – centralny – przeznaczony jest wyłącznie dla finalistów. Uczestnicy zakwalifikowani do etapu III uzyskują automatycznie wynik 100% z egzaminu maturalnego z przedmiotu odpowiadającego profilowi olimpiady .

## Organizacja
Olimpiady mogą być organizowane przez szkoły wyższe, jednostki naukowe oraz inne podmioty prowadzące statutową działalność oświatową lub naukową. W ich przygotowaniu mogą uczestniczyć również kuratorzy oświaty. Organizator powołuje komitet główny olimpiady, wskazując w akcie powołania jej nazwę oraz siedzibę komitetu. W skład komitetu głównego wchodzą nauczyciele akademiccy, nauczyciele szkół oraz specjaliści z dziedzin nauk objętych programem olimpiady. Komitet opracowuje program oraz regulamin olimpiady, który zatwierdza organizator.
Regulamin olimpiady określa zasady powoływania komitetów okręgowych oraz sposób funkcjonowania komitetu głównego i okręgowych, a także procedury przeprowadzania poszczególnych etapów zawodów, w tym powoływanie komisji, opracowywanie zadań, ocenę prac oraz ogłaszanie wyników. Zawiera także zakres wiedzy i umiejętności wymaganych na każdym stopniu, wraz z wykazem obowiązkowej literatury. Regulamin precyzuje kryteria kwalifikacji uczestników do kolejnych etapów oraz procedury odwoławcze od ocen. Uwzględnia warunki organizacji zawodów, w tym potrzeby uczniów niepełnosprawnych, oraz zasady przyznawania wyróżnień, tytułów laureata i finalisty. Ponadto reguluje kwalifikacje laureatów do olimpiad międzynarodowych oraz określa wymagania dotyczące dokumentacji z wszystkich trzech stopni zawodów.

## Rola w systemie edukacji
Każda z olimpiad posiada własną specyfikę, wynikającą m.in. z odmiennych zasad organizacyjnych i sposobów wyróżniania uczestników. Główne cele olimpiad obejmują nie tylko wsparcie rozwoju uzdolnionej młodzieży oraz umożliwienie jej dostępu do renomowanych uczelni, ale także potwierdzenie wysokiego poziomu nauczania w szkołach. Jednym z podstawowych aspektów społecznych olimpiad jest identyfikacja i pozyskanie najlepszych kandydatów na studia wyższe, od których zależeć będzie przyszły rozwój, innowacyjność i zmiany społeczne .
Udział w olimpiadach przedmiotowych przynosi szereg korzyści edukacyjnych i osobistych, niezależnie od ostatecznego wyniku. Nawet w przypadku niepowodzenia stanowi doświadczenie, rozwijające samodzielność, odporność na stres oraz umiejętność pracy pod presją. Uczestnicy mają okazję pogłębiać swoje zainteresowania, zdobywać wiedzę wykraczającą poza program szkolny oraz rozwijać umiejętności analityczne i krytyczne myślenie. Osiągnięcia na poszczególnych etapach olimpiady są cenione przez środowisko edukacyjne i mogą wiązać się z przywilejami, takimi jak zwolnienie z egzaminu maturalnego z danego przedmiotu czy ułatwiony dostęp do renomowanych uczelni. Dodatkowo, laureaci i finaliści często mogą ubiegać się o stypendia oraz uczestniczyć w programach mentoringowych wspierających dalszy rozwój naukowy. Olimpiady przyczyniają się również do kształtowania kompetencji miękkich, takich jak organizacja czasu, współpraca w grupie i samodzielność. Dla wielu uczniów wartość stanowi jednak sama radość z nauki, możliwość intelektualnego rozwoju i satysfakcja z pokonywania własnych barier .

## Wpływ na wynik maturalny

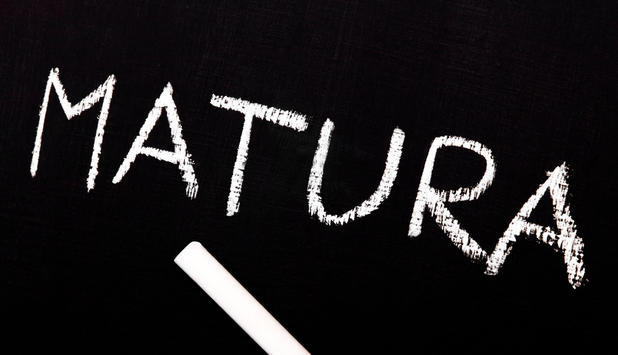

Laureaci lub finaliści olimpiad przedmiotowych, otrzymują maksymalny wynik 100% z egzaminu maturalnego z przedmiotu odpowiadającego tematyce danej olimpiady. Zwolnienie to nie dotyczy jednak pozostałych przedmiotów obowiązkowych, z których należy przystąpić do egzaminu dojrzałości i osiągnąć wyniki pozwalające na zdanie matury. Uprawnienia wynikające z udziału w olimpiadach formalnie nie mają ograniczenia czasowego w kontekście egzaminu maturalnego, co oznacza, że mogą zostać wykorzystane nawet po kilku latach od ich uzyskania. Inaczej sytuacja może wyglądać w przypadku rekrutacji na uczelnie wyższe, które mają prawo wprowadzać własne regulacje, w tym określać ramy czasowe honorowania sukcesów olimpijskich. Z tego względu niezbędna jest analiza aktualnych zasad naboru obowiązujących na danym kierunku studiów .

## Wpływ na rekrutację na studia
W procesie rekrutacyjnym laureaci i finaliści olimpiad, dzięki uzyskaniu pełnej punktacji z przypisanego przedmiotu, uzyskują przewagę. Jeżeli ten przedmiot stanowi jedyne kryterium punktowe, kandydat z maksymalnym wynikiem jest bezpośrednio kwalifikowany na studia. Natomiast w przypadku uwzględniania dodatkowych przedmiotów maturalnych o miejscu na liście rankingowej decyduje łączna liczba punktów zdobytych na maturze. Laureaci mają pierwszeństwo w przyjęciu, zajmując najwyższe pozycje rankingowe dzięki pełnej punktacji rekrutacyjnej. Zasady kwalifikacji finalistów i laureatów ustalane są indywidualnie przez uczelnie w ich wewnętrznych uchwałach rekrutacyjnych. Niektóre szkoły wyższe mogą rozszerzać przywileje, traktując wszystkich uczestników etapu centralnego jako laureatów. Niezależnie od statusu olimpijskiego, kandydaci zobowiązani są do spełnienia pozostałych wymogów formalnych, w tym złożenia odpowiedniego wniosku, wniesienia opłaty rekrutacyjnej, uzupełnienia danych dotyczących osiągnięć oraz dostarczenia dokumentów potwierdzających uzyskany tytuł .

## Problemy

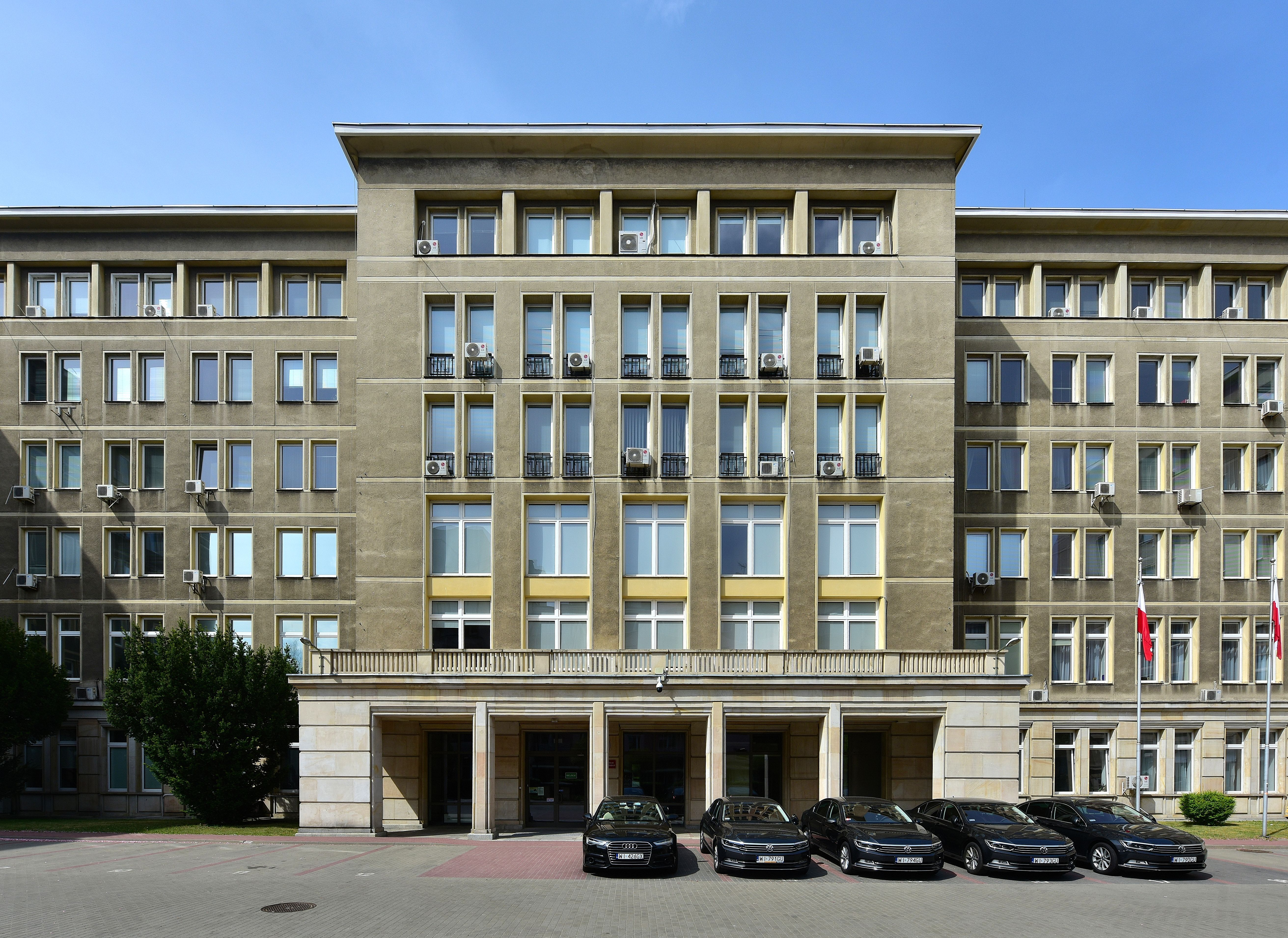
Siedziba Ministerstwa Nauki i Szkolnictwa Wyższego

Olimpiady przedmiotowe i interdyscyplinarne w Polsce stanowią element wspierania uczniów uzdolnionych. Ich organizacja odbywa się pod auspicjami komitetów głównych, jednak według opinii przedstawicieli tych instytucji, napotyka trudności związane z niewystarczającym wsparciem instytucjonalnym i finansowym ze strony państwa. Prof. Andrzej Wysmołek, przewodniczący Komitetu Głównego Olimpiady Fizycznej, wskazuje na brak stabilnych mechanizmów finansowania oraz ograniczone zaangażowanie instytucji publicznych, co może negatywnie wpływać na zasięg i skuteczność olimpiad. W rezultacie, istnieje ryzyko niewykorzystania potencjału uczniów uzdolnionych, istotnych z perspektywy rozwoju społeczno-gospodarczego kraju. Pomimo tych trudności, komitety główne podejmują działania mające na celu kontynuację organizacji olimpiad, często dzięki wsparciu sponsorów oraz uczelni wyższych .
W kwestii finansowania olimpiad prof. Włodzimierz Marciniak postuluje, aby było ono obowiązkiem państwa. Według niego, pozyskiwanie sponsorów powinno mieć charakter pomocniczy, a nie zastępczy. Marciniak sugeruje także rozdzielenie finansowania olimpiad na dwie kategorie: przedmiotowe oraz interdyscyplinarne, przy czym te pierwsze powinny być finansowane z budżetu szkolnictwa wyższego .
Dr Mariusz Włodarczyk podkreśla, że chociaż dotacje ministerialne na organizację olimpiad są stosunkowo niewielkie, odgrywają one ważną rolę w kontekście pozycji olimpiad w rankingach. Jednocześnie zwraca uwagę, że ocena wartości olimpiad powinna opierać się przede wszystkim na poziomie merytorycznym oraz uznawalności wyników .
Odrębne wyzwania dotyczą olimpiad interdyscyplinarnych. Dr Małgorzata Falencka-Jabłońska, przewodnicząca Komitetu Głównego Olimpiady Wiedzy Ekologicznej, wskazuje, że obowiązujące przepisy przewidują zwolnienie z egzaminu maturalnego wyłącznie dla laureatów i finalistów olimpiad przedmiotowych zarejestrowanych w Ministerstwie Edukacji i Nauki. Kryterium to nie obejmuje olimpiad interdyscyplinarnych, mimo że ich tematyka odpowiada współczesnym potrzebom edukacyjnym oraz rozwijaniu kompetencji łączących różne dziedziny wiedzy. Brak systemowego wsparcia dla tego typu inicjatyw może prowadzić do marginalizacji ich uczestników oraz ograniczenia rozwoju uczniów o wszechstronnych zainteresowaniach .

## Olimpiady przedmiotowe dla uczniów szkół podstawowych
Olimpiady przedmiotowe dla uczniów szkół podstawowych są organizowane w zakresie wybranych przedmiotów objętych egzaminem ósmoklasisty: język angielski, język polski, historia, informatyka i matematyka. Laureaci i finaliści olimpiad językowych i matematycznej są zwolnieni z obowiązku przystąpienia do egzaminu ósmoklasisty z danego przedmiotu – w takim przypadku otrzymują z niego najwyższy możliwy wynik. Zwolnienie nie dotyczy olimpiad z historii i informatyki – nawet jeśli uczeń osiągnie w nich tytuł laureata lub finalisty, nadal musi przystąpić do egzaminu z tego przedmiotu .
Wykaz olimpiad przedmiotowych dla uczniów SP (stan na rok szkolny 2024/2025)
- Olimpiada Języka Angielskiego Juniorów
- Olimpiada Historyczna Juniorów
- Olimpiada Informatyczna Juniorów
- Olimpiada Literatury i Języka Polskiego dla Szkół Podstawowych
- Olimpiada Matematyczna Juniorów[5]

## Olimpiady przedmiotowe dla uczniów szkół ponadpodstawowych
Olimpiady przedmiotowe dla uczniów szkół ponadpodstawowych są organizowane w zakresie wybranych przedmiotów objętych egzaminem maturalnym. Laureaci i finaliści tych olimpiad są zwolnieni z obowiązku przystąpienia do egzaminu maturalnego z danego przedmiotu, a na świadectwie dojrzałości otrzymują z niego najwyższy wynik .
| Nazwa olimpiady                                  | Przedmiot objęty zwolnieniem z matury |
| ------------------------------------------------ | ------------------------------------- |
| Ogólnopolska Olimpiada Historyczna               | historia                              |
| Olimpiada Artystyczna                            | historia sztuki/historia muzyki       |
| Olimpiada Biologiczna                            | biologia                              |
| Olimpiada Chemiczna                              | chemia                                |
| Olimpiada Filozoficzna                           | filozofia                             |
| Olimpiada Fizyczna                               | fizyka                                |
| Olimpiada Geograficzna                           | geografia                             |
| Olimpiada Informatyczna                          | informatyka                           |
| Olimpiada Języka Angielskiego                    | język angielski                       |
| Olimpiada Języka Białoruskiego                   | język białoruski                      |
| Olimpiada Języka Francuskiego                    | język francuski                       |
| Olimpiada Języka Hiszpańskiego                   | język hiszpański                      |
| Olimpiada Języka Łacińskiego                     | język łaciński                        |
| Olimpiada Języka Niemieckiego                    | język niemiecki                       |
| Olimpiada Literatury i Języka Polskiego          | język polski                          |
| Olimpiada Matematyczna                           | matematyka                            |
| Olimpiada Wiedzy o Polsce i Świecie Współczesnym | wiedza o społeczeństwie               |

## Olimpiady poza systemem egzaminacyjnym
Olimpiady interdyscyplinarne, przedmiotowe, z przedmiotów dodatkowych oraz tematyczne mogą być organizowane poza zakresem egzaminów maturalnych. Laureaci i finaliści tych olimpiad nie uzyskują uprawnień do zwolnienia z egzaminu maturalnego – niezależnie od osiągniętego wyniku są zobowiązani do jego zdawania.
Wykaz olimpiad niewiążących dla matury (stan na rok szkolny 2024/2025)
- Olimpiada Lingwistyki Matematycznej
- Olimpiada Prawosławnej Wiedzy Religijnej
- Olimpiada Przedsiębiorczości
- Olimpiada Retoryczna
- Olimpiada Teologii Katolickiej
- Olimpiada Wiedzy Ekologicznej
- Olimpiada Wiedzy o Bezpieczeństwie i Obronności
- Olimpiada Wiedzy o Rodzinie
- Olimpiada z Astronomii i Astrofizyki
- Olimpiada Znajomości Afryki[7]

## Turnieje i olimpiady z uprawnieniami zawodowymi
Turnieje i olimpiady tematyczne związane z określoną dziedziną wiedzy dają uprawnienia w systemie egzaminów zawodowych. Laureaci i finaliści są zwolnieni z obowiązku przystąpienia do części pisemnej egzaminu zawodowego, a w jej miejsce otrzymują najwyższy możliwy wynik . Szczegółowy wykaz części pisemnej egzaminów zawodowych, z których możliwe jest zwolnienie, publikowany jest (wraz z aktualizacjami) w komunikatach Ministerstwa Edukacji Narodowej na stronie rządowej gov.pl .
Wykaz olimpiad i turniejów tematycznych w systemie egzaminów zawodowych (stan na rok szkolny 2024/2025)
- Ogólnopolska Olimpiada „Warto wiedzieć więcej o ubezpieczaniach społecznych”
- Ogólnopolska Olimpiada Logistyczna (MWSLiT)
- Ogólnopolska Olimpiada Logistyczna (WSL)
- Ogólnopolska Olimpiada Spedycyjno-Logistyczna
- Ogólnopolska Olimpiada Wiedzy Górniczej „O Złotą Lampkę”
- Ogólnopolska Olimpiada Wiedzy i Umiejętności Instalacyjnych
- Ogólnopolska Olimpiada Wiedzy i Umiejętności z Zakresu Reklamy pt. „Kreatywni w reklamie”
- Ogólnopolska Olimpiada Wiedzy o Finansach „Finansomania”
- Ogólnopolska Olimpiada Wiedzy o Żywności
- Ogólnopolski Turniej Cukierniczy im. Wojciecha Kandulskiego
- Ogólnopolski Turniej Kucharski
- Ogólnopolski Turniej na Najlepszego Ucznia w Zawodzie Cukiernik
- Ogólnopolski Turniej na Najlepszego Ucznia w Zawodzie Piekarz
- Ogólnopolski Turniej Piekarniczy im. Anny Butki
- Ogólnopolski Turniej Przetwórstwa Mięsa im. Iwony Mossakowskiej
- Olimpiada „Buduj z Pasją”
- Olimpiada „Rachunkowość w biznesie” (brak w 2024/2025[8]  i 2025/2026[10] , przewidziana w 2026/2027[11] )
- Olimpiada Elektroników i Mechatroników Elektromechatron
- Olimpiada Innowacji Technicznych w Elektronice i Mechatronice
- Olimpiada Innowacji Technicznych w Mechanice
- Olimpiada Innowacji Technicznych w Ochronie Środowiska
- Olimpiada Innowacji Technicznych w Telekomunikacji i Informatyce
- Olimpiada Liderów Telekomunikacji i Informatyki Polteleinfo
- Olimpiada Ochrony Środowiska i Chemii Zrównoważonego Rozwoju
- Olimpiada Statystyczna
- Olimpiada Techniki Samochodowej
- Olimpiada Ubezpieczeniowa (jest w 2024/2025[8]  i 2025/2026[10] , brak w 2026/2027[11] )
- Olimpiada Umiejętności Hotelarskich
- Olimpiada Wiedzy Ekonomicznej
- Olimpiada Wiedzy Elektrycznej i Energetycznej Euroelektra
- Olimpiada Wiedzy Geodezyjnej i Kartograficznej
- Olimpiada Wiedzy Hotelarskiej
- Olimpiada Wiedzy i Umiejętności Budowlanych
- Olimpiada Wiedzy i Umiejętności Fryzjerskich
- Olimpiada Wiedzy i Umiejętności Menedżerskich
- Olimpiada Wiedzy i Umiejętności Rolniczych
- Olimpiada Wiedzy i Umiejętności z Zakresu Projektowania i Wytwarzania Odzieży
- Olimpiada Wiedzy o Elektrotechnice i Energetyce Edu-Elektra
- Olimpiada Wiedzy o Mleku i Mleczarstwie
- Olimpiada Wiedzy o Procesie Inwestycyjno-Budowlanym
- Olimpiada Wiedzy o Turystyce
- Olimpiada Wiedzy o Żywieniu
- Olimpiada Wiedzy Technicznej – Inżynieria w Elektroenergetyce
- Turniej Budowlany „Złota Kielnia”
- Turniej na Najlepszego Ucznia w Zawodzie Kucharz[8]

## Inne olimpiady
- Olimpiada Języka Rosyjskiego
- Olimpiada „Losy żołnierza i dzieje oręża polskiego”
- Olimpiada Innowacji Technicznych i Wynalazczości
- Olimpiada Wiedzy Elektrycznej i Elektronicznej
- Olimpiada Medialna
- Olimpiada Mediewistyczna
- Olimpiada Policyjna
- Olimpiada Solidarności
- Olimpiada Wiedzy o Biznesie i Innowacjach
- Olimpiada Wiedzy o Filmie i Komunikacji Społecznej
- Olimpiada Wiedzy o Mediach
- Olimpiada Wiedzy o Prawach Człowieka w Świecie Współczesnym
- Olimpiada Wiedzy o Prawie
- Olimpiada Wiedzy o III RP
- Olimpiada Wiedzy o Społeczeństwie
- Olimpiada Wiedzy o Unii Europejskiej „Gwiezdny Krąg”
- Olimpiada z Wiedzy o Planowaniu i Zarządzaniu Karierą Zawodową
- Olimpiada Przedsiębiorczości i Zarządzania

## Olimpiady zakończone
- Olimpiada Cyfrowa
- Olimpiada Innowacji Technicznych
- Olimpiada „Losy Polaków na Wschodzie”
- Olimpiada Wiedzy o Bankach
- Olimpiada Bibliologiczna i Informatologiczna
- Olimpiada Wiedzy o Finansach – Banki w Akcji
- Olimpiada Wiedzy o Unii Europejskiej (pułtuska)
- Olimpiada Wiedzy o Unii Europejskiej (szczecińska)
- Olimpiada Wiedzy o Wynalazczości
- Młodzieżowa Olimpiada Wiedzy o Społeczeństwie